# 南九州市立別府中学校
南九州市立別府中学校（みなみきゅうしゅうしりつ べっぷちゅうがっこう）は、鹿児島県南九州市頴娃町別府にあった市立中学校。平成30年（2018年）9月9日現在の全校生徒は80人。

## 校区
別府小学校区に属している地区すべてと、松原小学校区に属している地区すべてを別府中学校の通学区域として定めていた。

## 沿革
- 昭和22年（1947年）5月 - 開校式が行われる。別府小学校を仮校舎として授業を始める。
- 昭和23年（1948年）1月 - 校章を制定する。
- 昭和23年（1948年）9 月 - 第1期校舎（教室5便所1）が落成する。
- 昭和24年（1949年）9月 - 第2期校舎（教室4・宿直室）が落成する。
- 昭和25年（1950年）7月 - 第3期校舎（教室3・職員室）が落成する。
- 昭和26年（1951年）5月 - 水道施設が完成する。
- 昭和26年（1951年）8月 - 家庭科室が落成する。
- 昭和27年（1952年）5月 - 理科室が落成する。
- 昭和29年（1954年）9月 - 図書館が落成する。
- 昭和30年（1955年）3月 - 校門を建設する。
- 昭和31年（1956年）3月 - 校旗が卒業生から寄贈される。
- 昭和31年（1956年）12月 - 校歌を制定する。
- 昭和36年（1961年）2月 - 給食室が落成する。完全給食が開始される。
- 昭和39年（1964年）3月 - 屋内体育館並びに付属シャワー室・便所が落成する。
- 昭和44年（1969年）9月 - 学校放送施設（1式）、ベル施設（6か所）が完成する。
- 昭和46年（1971年）3月 - 鉄筋校舎2棟（普通教室9教室836平方メートル・便所48平方メートル）が竣工する。
- 昭和46年（1971年）11月 - 鉄骨建自転車置場2棟を建設する。
- 昭和50年（1975年）6月 - 鉄筋校舎2棟（特別教室12教室・管理者室棟10室）が落成する。
- 昭和51年（1976年）1月 - 塵焼がまを設置する。
- 昭和55年（1980年）8月 - 運動場にスプリンクラーを設置する。
- 昭和55年（1980年）9月 - プールが竣工する。
- 昭和57年（1982年）3月 - 体育倉庫・部室を新築する。
- 昭和59年（1984年）8月 - 校庭改修工事が行われる。
- 昭和60年（1985年）6月 - 砂走路新設工事が行われる。
- 昭和61年（1986年）4月 - 校訓を制定する。
- 昭和62年（1987年）11月 - LL教室を設置する。
- 昭和63年（1988年）1月 - 柔剣道場が落成する。
- 昭和63年（1988年）8月 - プール更衣室を増設する。
- 平成31年（2019年）3月 - 閉校記念式典。72年の歴史に幕が下ろされた。頴娃中学校、青戸中学校、別府中学校が合併し新生頴娃中学校となる。